# Shangoleh
Shangoleh (persiska: شنگلده, شنگله) är en ort i Iran.   Den ligger i provinsen Mazandaran, i den norra delen av landet, 80 km öster om huvudstaden Teheran. Shangoleh ligger 1 463 meter över havet och antalet invånare är 214.
Terrängen runt Shangoleh är huvudsakligen mycket bergig. Shangoleh ligger nere i en dal. Runt Shangoleh är det ganska glesbefolkat, med 30 invånare per kvadratkilometer. Närmaste större samhälle är Rīneh, 8,8 km väster om Shangoleh. Trakten runt Shangoleh består i huvudsak av gräsmarker.